# Brunon Rolke

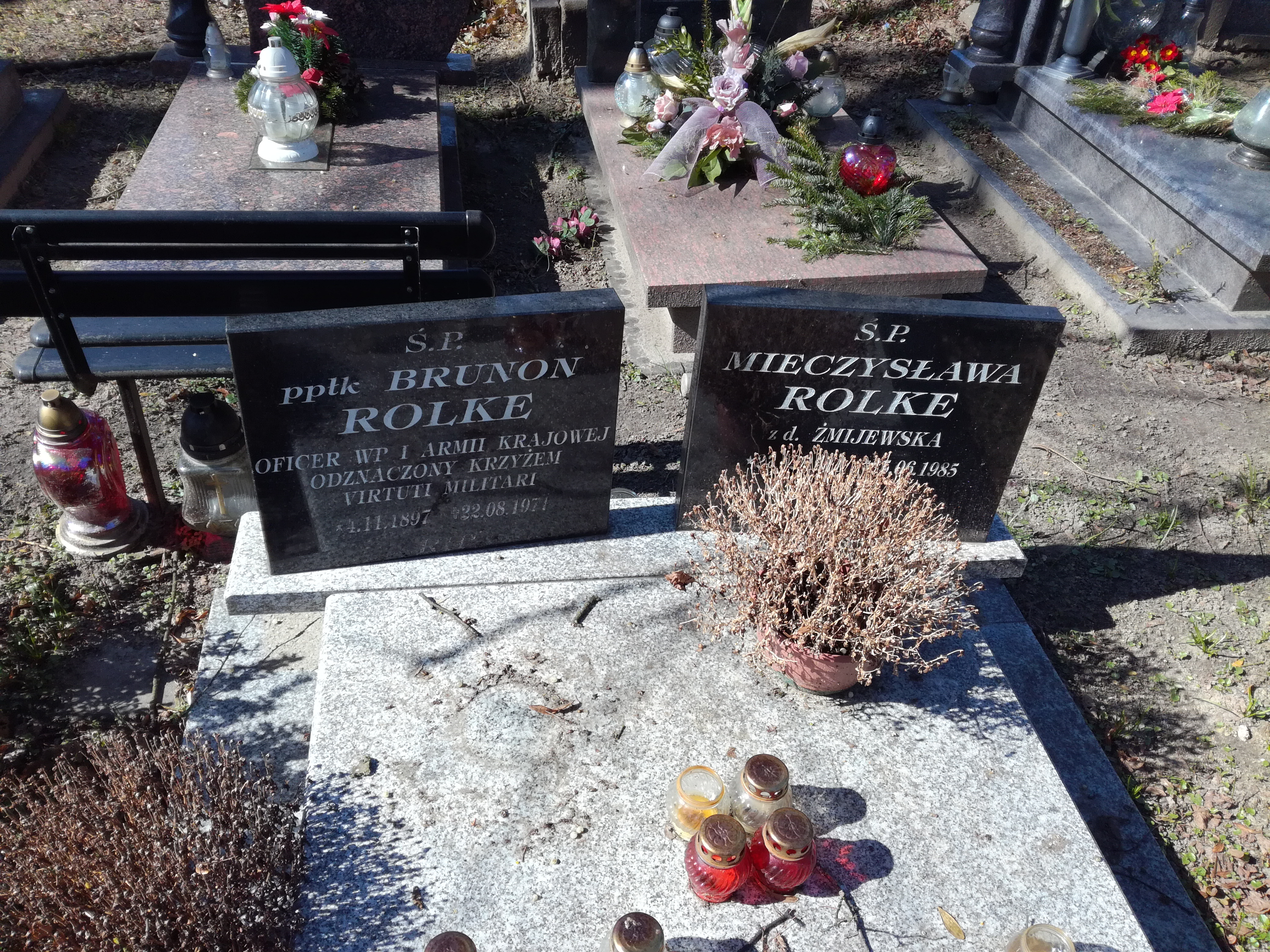
Grób Brunona Rolkego na cmentarzu Oliwskim

Brunon Rolke, ps. „Aspik”, „Panie Dziejku”, „Wasiuk”, „Jan Szpak”, „Jan Góra” (ur. 4 listopada 1896 w Tyflisie, zm. 22 sierpnia 1971 w Gdańsku) – podpułkownik piechoty Wojska Polskiego, działacz niepodległościowy, kawaler Orderu Virtuti Militari.

## Życiorys
Urodził się 4 listopada 1896 w Tyflisie, w rodzinie Jana i Wiktorii z Kałuszowskich (1869–1934). Był wnukiem powstańca styczniowego. Uczył się w gimnazjum w Tyflisie, Tomsku i Moskwie, gdzie w 1915 zdał maturę. Od 1912 należał w tym mieście do „Sokoła”. Od czerwca 1916 służył ochotniczo w armii rosyjskiej. W październiku 1917 po ukończeniu Szkoły Oficerskiej w Tyflisie w stopniu chorążego walczył na froncie zachodnim. Od września do grudnia 1917 służył w polskim Pułku im. Bartosza Głowackiego w Moskwie. Po wybuchu rewolucji październikowej jako były oficer armii carskiej został przeniesiony do Francji, gdzie walczył z Niemcami w Lotaryngii w 32 Pułku Strzelców Polskich. 
Do Polski przybył w 1919 r. wraz z armią Hallera w stopniu podporucznika. Wziął udział w walkach z Ukraińcami i wojnie polsko-bolszewickiej. Pełnił kolejno funkcje: dowódcy kompanii w 43 pułku piechoty (od sierpnia 1920 do września 1921), dowódcy 9 kompanii III batalionu 44 pułku piechoty, dowódcy kompanii w 43 pułku piechoty (od lipca do września 1923), dowódcy kompanii w 44 pułku piechoty (od października 1923 do grudnia 1925), II oficera w sztabie 13 Kresowej Dywizji Piechoty (od grudnia 1925 do grudnia 1926), dowódcy kompanii w 44 pułku piechoty (od grudnia 1926 do stycznia 1927). W 1921 otrzymał stopień porucznika ze starszeństwem z czerwca 1919, 1 stycznia 1928 - kapitana. Od 1927 do 1935 pełnił służbę jako adiutant 44 pułku piechoty Strzelców Kresowych w garnizonie Równe. W 1935 został dowódcą Dywizyjnego Kursu Podchorążych Rezerwy 13 DP przy 44 pp w Równem. Na stopień majora został awansowany ze starszeństwem z 1 stycznia 1936 i 108. lokatą w korpusie oficerów piechoty. 
Od sierpnia 1939 dowodził II batalionem 38 pułku piechoty Strzelców Lwowskich, także podczas kampanii wrześniowej, aż do rozbicia pułku pod Lwowem 20 września. Pod koniec września został aresztowany przez NKWD w Dubnie. Po ucieczce z transportu więźniów w rejonie Płoskirowa przeniósł się z rodziną do Warszawy i włączył się do konspiracji ZWZ-AK. Początkowo prowadził szkolenia w konspiracyjnej szkole podchorążych piechoty. W 1941 organizował siatkę wywiadowczą i struktury konspiracyjne ZWZ na Wołyniu. Od jesieni 1941 znajdował się w dyspozycji komendanta Obszaru Lwów ZWZ. W grudniu 1941 został komendantem Inspektoratu ZWZ/AK Gródek Jagielloński. Był pierwszym p.o. komendanta Okręgu Wołyń Armii Krajowej (luty–lipiec 1942). Przeniesiony ponownie do Warszawy, był instruktorem i od lipca 1944 zastępcą dowódcy Grupy Wojsk Polskich „Edwarda” (ppłk. Franciszka Pfeiffera). Od 3 maja 1944 posiadał stopień podpułkownika. Brał udział w powstaniu warszawskim (od 4 do 10 sierpnia był komendantem placu na Mokotowie). Po powstaniu udało mu się uniknąć niewoli.
Był mężem Mieczysławy ze Żmijewskich (1911–1985), miał córkę Danutę Wiktorię po mężu Poczman (1935–2022) i syna Zdzisława (1937-2009). Po II wojnie światowej mieszkał w Gdańsku-Oliwie. 
Zmarł w Gdańsku, pochowany na cmentarzu Oliwskim (kwatera 19-7-8). 

## Ordery i odznaczenia
- Krzyż Srebrny Orderu Wojskowego Virtuti Militari nr 4560[2] – 1921[14][15]
- Krzyż Walecznych dwukrotnie[16][17]
- Medal Niepodległości – 4 listopada 1933 „za pracę w dziele odzyskania niepodległości”[18][19][3][20]
- Medal Pamiątkowy za Wojnę 1918–1921[21]
- Medal Dziesięciolecia Odzyskanej Niepodległości[21]
- Medal Zwycięstwa[21][22]
- francuski Medal Pamiątkowy Wielkiej Wojny[21]
- Odznaka za Rany i Kontuzje z trzema gwiazdkami[21]

Był także odznaczony lub przedstawiony do odznaczenia Krzyżem Zasługi.

## Źródła i bibliografia
- Rolke Bruno. [w:] Kolekcja Orderu Wojennego Virtuti Militari, sygn. I.482.55-4631 [on-line]. Wojskowe Biuro Historyczne. [dostęp 2023-01-05].
- Dziennik Personalny Ministerstwa Spraw Wojskowych. [dostęp 2022-01-19].
- Rocznik Oficerski 1928. Warszawa: Ministerstwo Spraw Wojskowych, 1928.
- Ryszard Rybka, Kamil Stepan: Rocznik oficerski 1939. Stan na dzień 23 marca 1939. Kraków: Fundacja CDCN, 2006. ISBN 978-83-7188-899-1.
- Ryszard Rybka, Kamil Stepan: Awanse oficerskie w Wojsku Polskim 1935–1939. Kraków: Fundacja Centrum Dokumentacji Czynu Niepodległościowego, 2004. ISBN 978-83-7188-691-1.
- Józef Turowski, Pożoga. Walki 27 Wołyńskiej Dywizji AK, Warszawa: PWN, 1990, ISBN 83-01-08465-0.